# Nancy Wilson (guitarrista)
Nancy Lamoureaux Wilson (San Francisco, California; 16 de marzo de 1954) es una guitarrista y cantante estadounidense. Es conocida, junto con su hermana Ann Wilson, como las principales integrantes del grupo Heart.

## Biografía
Asistió a la Universidad Pacífico en Oregón y al Cornish College of the Arts en Seattle. El 27 de julio de 1986 se casó con el exescritor de la revista Rolling Stone y cineasta Cameron Crowe. Tienen dos hijos gemelos, cuyos nombres son William James Crowe y Curtis Wilson Crowe (23 de enero de 2000).
Mientras que Ann fue la cantante en casi todas las grabaciones hechas por el grupo Heart, Nancy participó como la cantante de las canciones «Treat Me Well», «These Dreams», «Stranded», «There's The Girl» y «Will You Be There (In The Morning)». Es la guitarrista principal de Heart. En 1999 puso a la venta un álbum en vivo como solista llamado Live at McCabe's Guitar Shop.
Ha participado al componer la música de la mayoría de las películas de Cameron Crowe, entre ellas: Jerry Maguire, Almost Famous, Vanilla Sky y Elizabethtown. También ha hecho varios cameos en las películas de Crowe The Wild Life (1984) y Fast Times at Ridgemont High (1982).

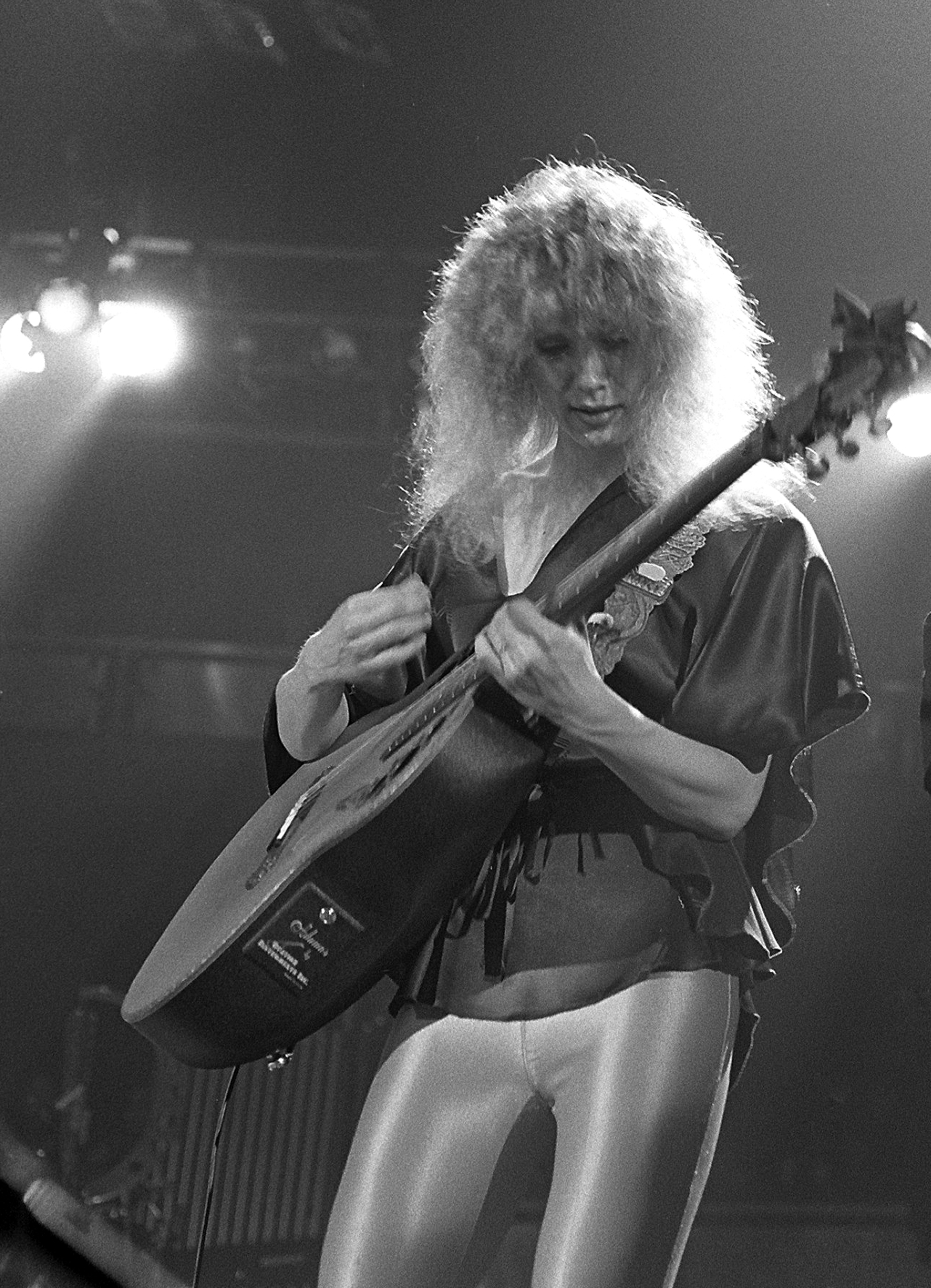
Foto de Nancy Wilson en 1978.
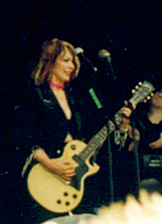
Nancy Wilson en el Sweden Rock Festival de 2004.
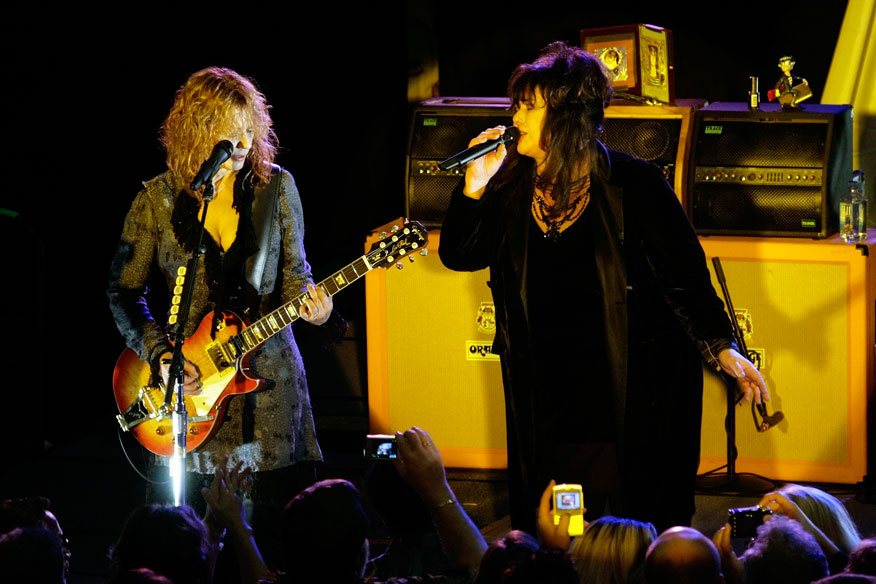
Nancy (izquierda) y Ann Wilson participando en un concierto de caridad para la Canary Foundation, en 2007.